# Parque nacional Galápagos
El parque nacional Galápagos (PNG) es un parque nacional de Ecuador. Fue fundado en 1959 y se convirtió en el primer parque nacional del país. Abarca unos 7995,4 km², un 97 % del área terrestre de las islas Galápagos, consideradas por expertos y científicos como el archipiélago volcánico mejor conservado del mundo. 
La belleza natural de las islas, la diversidad y singularidad de especies que alberga, su origen volcánico, su dinámica geológica con permanentes cambios y variedad de formaciones; el ser considerado un laboratorio vivo de procesos evolutivos aún en marcha, sumado a que dio cabida para el desarrollo de un gran número de especies tanto animales como vegetales que no existen en ningún otro lugar del mundo, convierten a Galápagos en un sitio muy singular y de importancia mundial para la herencia común de la humanidad.
La flora y fauna endémica y nativa únicas en el mundo, convierten a las islas Galápagos en un lugar excepcional. Más de cuarenta y cinco especies de aves endémicas, cuarenta y dos de reptiles, quince de mamíferos y setenta y nueve de peces, viven en Galápagos y conviven armónicamente con el ser humano. Las islas Galápagos también cuentan con una rica variedad de flora endémica, que alcanzan las quinientas especies entre plantas vasculares, briofitas y algas.
Las especies más representativas del parque nacional Galápagos son las tortugas gigantes, las que le dan su nombre al archipiélago. Inicialmente existían quince especies de tortugas, pero la depredación humana de la que fueron víctimas en el siglo XVIII por parte de piratas y balleneros, provocaron la extinción de tres especies, y las constantes erupciones del volcán La Cumbre, en Fernandina acabó también con la especie de esta isla, de forma natural.
En 2015 estudios científicos a nivel genético identificaron una nueva especie de tortuga gigante, la Chelonoidis donfaustoi, lo que confirma que el parque es un laboratorio viviente. 
El parque nacional Galápagos es una de las dos áreas protegidas que existen en las islas Galápagos. La otra es la reserva marina de Galápagos, ambas áreas protegidas son administradas por la Dirección del parque nacional Galápagos, según la Ley Orgánica de Régimen Especial para la Conservación y Desarrollo Sustentable de la Provincia de Galápagos.

## Características biológicas

### Ecosistemas y cobertura vegetal
La vegetación de las islas se distribuye a través de la zonificación de especies de plantas que durante la formación y evolución del archipiélago han colonizado distintas áreas; además son el resultado de la incidencia del clima como de los vientos del sureste que han propiciado en un aumento de las precipitaciones en las partes altas hacia el sur del archipiélago. La cantidad de lluvia que se precipita determina la formación de ecosistemas yendo desde matorrales caducos a bosques siempreverdes a zonas arbustivas y herbácea húmeda. En el archipiélago se han identificado siete zonas, dichas zonas se distribuyen heterogéneamente entre islas; la isla Santa Cruz posee siete y la isla San Cristóbal cuatro.

#### Zona litoral
El tipo de costa condiciona la composición de especies, se encuentran distribuidos como parches con una superficie total ~1000 ha. Esta zona presenta manglares; el mangle rojo (Rizophora magle) está expuesto a los niveles de marea y el mangle negro (Avicenia germinans) generalmente se encuentra inundado por aguas superficiales. El límite entre agua y tierra está dominado por el mangle blanco (Laguncularia racemosa) y el jelí (Conocarpus erectus), actúa como transición al sistema vegetacional terrestre.

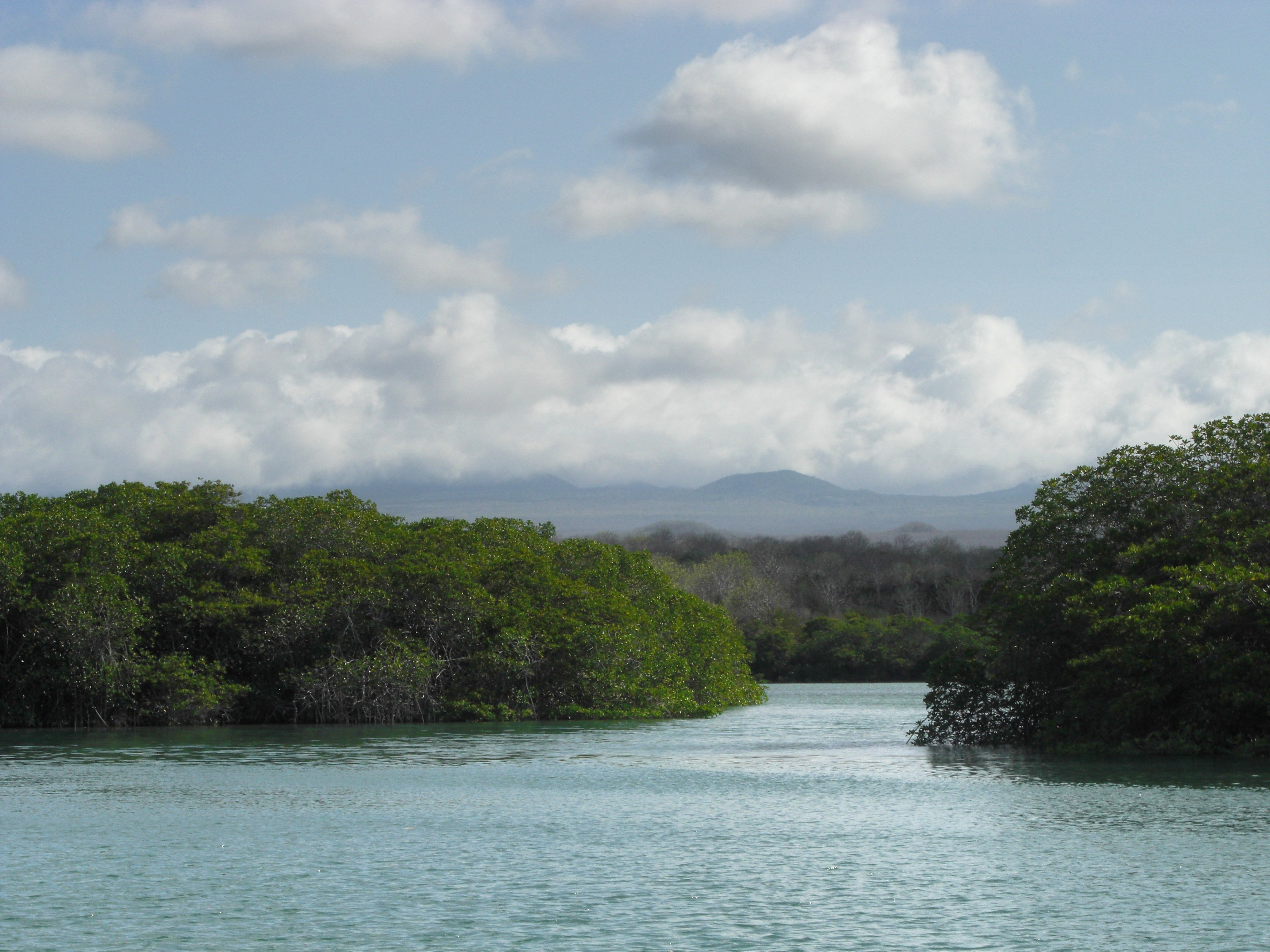
Zona de manglares en Caleta Tortuga Negra, isla Santa Cruz

Las plantas herbáceas que también han desarrollado tolerancia a la sal y a la sequía que crecen cerca de las costas son Sesuvium portulacastrum, la endémica S. edmonstonei, y Ipomoea pescaprae, que es muy importante como estabilizador de dunas; la cola de escorpión (Heliotropium curassacicum), montesalado (Cryptocarpus pyriformis), rompeollas o arrayancillo (Maytenus octogona), barilla (Batis maritima, Portulaca howellii), manzanillo (Hippomane mancinella), esta última ha coevolucionado con las tortugas, pues la germinación de sus semillas ocurre cuando son ingeridas por estos reptiles

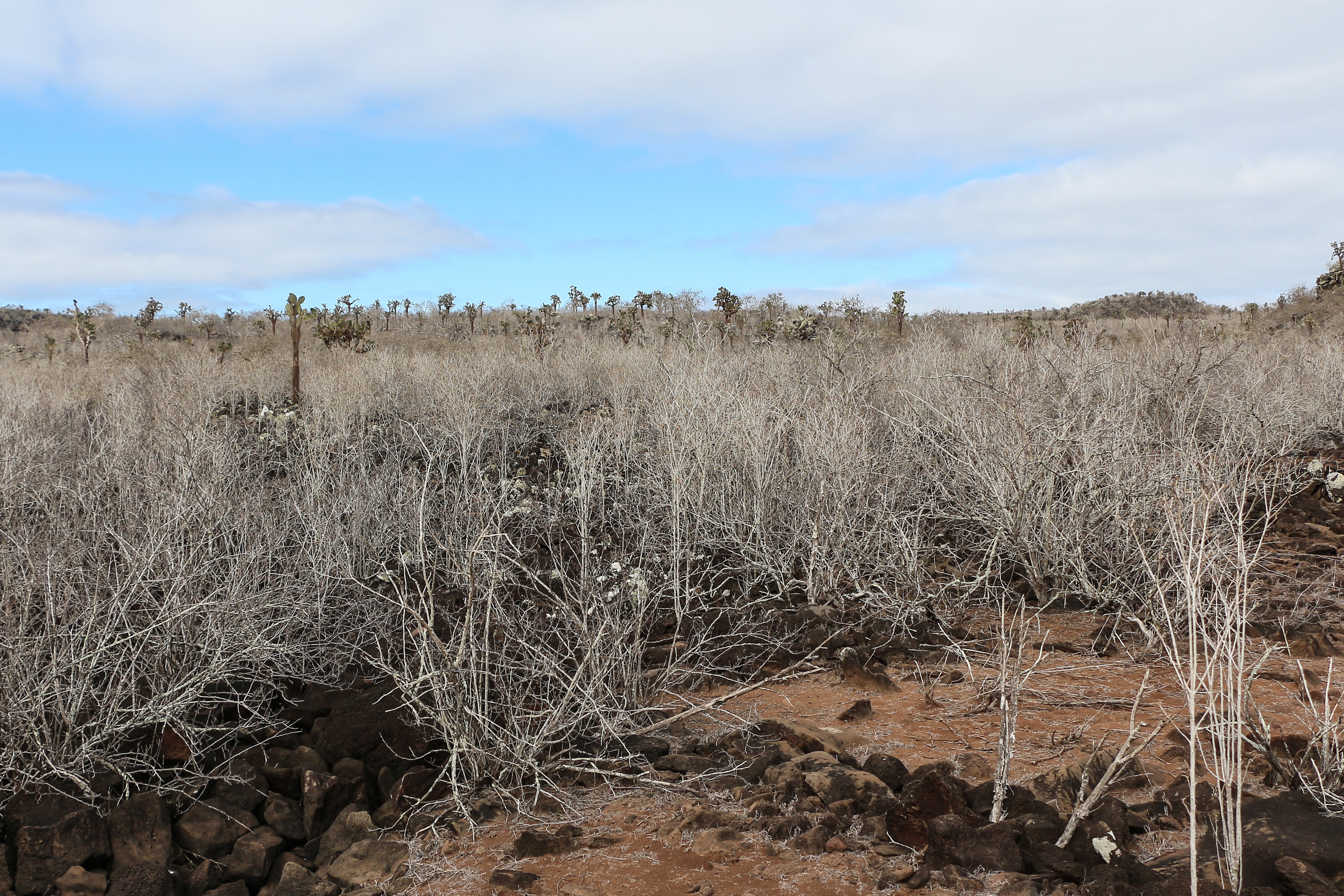
Las especies se adaptan a las épocas de sequía.

#### Zona árida
Ocupa la mayor parte del territorio de Galápagos, se extiende por algunas islas pequeñas enteras, y posee la mayor diversidad. Esta zona está compuesta por especies xerofíticas de cactus, árboles, arbustos y plantas herbáceas tolerantes a la sequía como castela (Castela galpageia), caco (Erythrina velutina), muyuyo (Cordia lutea), palo verde (Parkinsonia aculeata, Phoradendron henslowii), una hemiparásita que vive en asociación con el algodón de Galápagos; Macraea laricifolia y Scalesia affinis.
El rango medio de esta zona se extiende de 80 a 200 m de altitud o más. El árbol más conocido es el palo santo (Bursera graveolons), sin embargo, una especie más pequeña, B. malacophylla se da sólo en las islas Seymour, Baltra y Daphne. Otros árboles de esta zona son el endémico guayabillo (Psidium galapageium) y el paga paga (Pisonia floribunda). Los cactus han adaptado su capacidad de almacenamiento de agua para sobrevivir en estas zonas áridas. Los géneros de cactus Jasminocereus y Brachycereus son endémicos, así como todas las especies de Galápagos del género Opuntia. Ejemplos de estos cactus endémicos son el cactus de lava (Brachycereus nesioticus) y las chumberas (Opuntia echios y O. helleri). Los arbustos leñosos componen los niveles inferiores de los estratos vegetativos de esta zona, como la endémica Castela galapageia, Lecocarpus pinnatifidus y otras especies del género Lecocarpus. Las plantas herbáceas también se han adaptado a esta zona árida, incluyendo varias variedades endémicas de tomates de Galápagos (Lycopersicon cheesmanii), flor de la pasión (Passiflora foetida) y especies de las gerneras endémicas Tiquilia y Chamaesyce.

#### Zona de Transición
Son ambientes intermedios entre la zona de Scalesia y la árida, con una mayor cantidad de epifitas y líquenes. Entre las plantas características se encuentran, el matazarno (Piscidia cathagenensis), especie nativa explotada por su fuerte madera; pomarrosa (Syzygium jambos), un árbol cultivado de 15 m; Senna occidentalis y Rhynchosia minima, esta última, una enredadera que se encuentra típicamente en sitios disturbados y cerca de carreteras. Las nieblas de garúa mantienen esta zona húmeda durante la estación seca, cuando se forman durante la noche y duran hasta bien entrado el día siguiente, depositando la humedad y actuando como escudo en estas zonas de gran altitud. Dentro de esta zona se han desarrollado fases separadas de vegetación. Se trata de capas muy pequeñas dentro de la zona húmeda, pero son exuberantes y tropicales como resultado de la mayor humedad recibida.

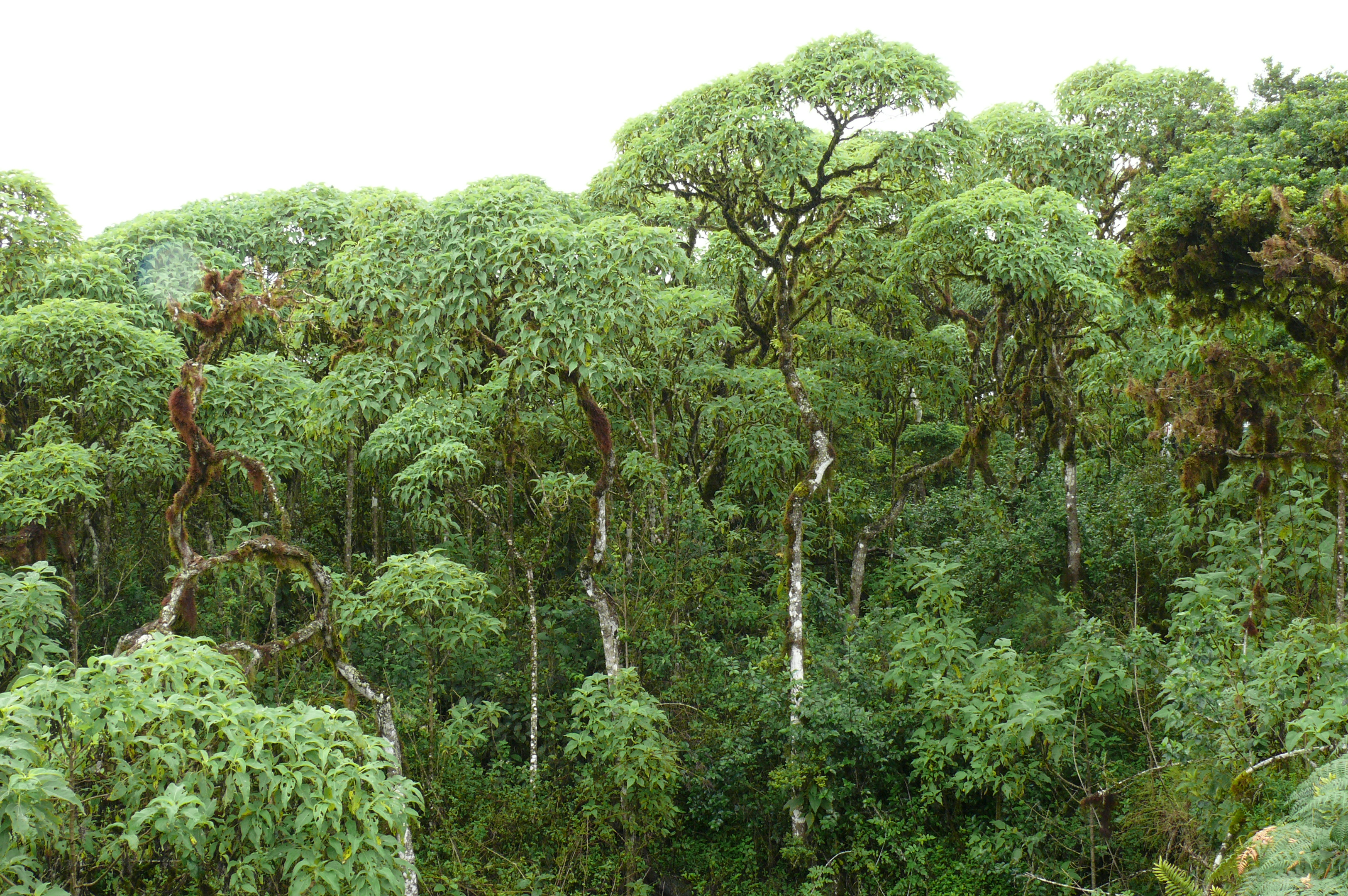
Las zonas húmedas se presentan por la mayor cantidad de lluvias que en las zonas más cercanas a la costa; permitiendo la formación de bosques de Scalesia, especies características endémicas del archipiélago.

#### Zona de Scalesia
A partir de los 300-500 m de altitud, se hace evidente el estrato dominado por Scalesia spp. que emerge de la zona de transición, con árboles que alcanzan los 5-15 m de altura.

#### Zona Parda
La uña de gato (Zanthoxylum fagara) es la más abundante, principalmente por encima de la Scalesia pero por debajo de la Micronia actuando parcialmente como transición dentro de las especies de la zona húmeda.
Además, existen dos especies de briófitos: un musgo (Zelometeorium patulum) y una hepática (Frunallia sp.) la cual da a esta zona una apariencia café parda durante la estación seca. Al norte de la Isla Santa Cruz aún es posible encontrar un remanente formando asociaciones vegetales de Tournefortia pubescens y cogojo (Acnistus ellipticus), especies endémicas. En el resto de islas esta zona casi ha desaparecido.

#### Zona Miconia
Los árboles son reemplazados por arbustos en las islas Santa Cruz y San Cristóbal. Miconia robinsoniana, de entre 3 y 4 m de altura a 600-700 m sobre el nivel del mar, domina el paisaje creando un estrato separado. Este arbusto endémico era el más extendido en la isla Santa Cruz, pero ahora está casi completamente alterado por la agricultura y el pastoreo de ganado.

#### Zona de Pampas o Helechos
Son conocidas por los helechos, juncos, hierbas, musgos Sphagnum y once especies de orquídeas nativas, incluida la Purthieva maculata. La pampa alberga el mayor número de especies de helechos. Aunque en todo el archipiélago de Galápagos crecen noventa especies diferentes. Los helechos arbóreos endémicos, como Cyanthea weatherbyana, crecen en tubos de lava colapsados, baches y otras grietas y hendiduras dejadas por las actividades tectónicas. Esta zona es el centro de distribución de dos importantes familias para la flora de Galápagos: las Poaceas, representadas por el pasto (Asistida sp.), con cuatro especies endémicas; y Cyperaceas, con Cyperus grandifolius y C. virens. Adicionalmente, se encuentran monja (Habenaria monorrhiza) y jaegeria de Galápagos (Jaegeria gracilis, Lobelia xalapensis).